# ملیسا توریو
ملیسا توریو (به فرانسوی: Mélissa Theuriau)، متولد ۱۸ ژوئیه سال ۱۹۷۸ در اشیرول واقع در شهرستان ایزر فرانسه، روزنامه‌نگار و گوینده اخبار شبکه‌ام۶ (M6) فرانسه است. او در رشته روزنامه‌نگاری تحصیل کرده‌است. پس از آن که مجموعه‌ای از اخبار خوانده شده توسط او در اینترنت بارگذاری شد و روزنامه‌ها او را به عنوان زیباترین گزارش‌گر اخبار انتخاب کردند، ملیسا توریو به پدیده‌ای اینترنتی تبدیل گشت. هم‌اکنون وی کمک‌سردبیر و گوینده اخبار "منطقه ممنوعه" (Zone Interdite) در تلویزیون فرانسه است.

## زندگی حرفه‌ای
ملیسا توریو دیپلم فنی دانشگاهی در رشتهٔ ارتباطات جدید از دانشگاه فنی پیر مندس فرانسه در گرونوبل دریافت کرده و سپس مدرک کارشناسی‌ارشد خود را در روزنامه‌نگاری صوتی-تصویری از انستیتوی ارتباطات و رسانه‌ها در اشیرول اخذ کرد. در سال ۲۰۰۲ وی گزارشگر تلویزیون ورزشی "مچ تی وی" (Match TV) بود. از سال ۲۰۰۳ او گزارشگر و گویندهٔ اخبار "شبکه اخبار" (La Chaîne Info) بوده‌است، جایی که برای مردم فرانسه بیشتر و بهتر شناخته شد. پیشرفت غیر منتظره او با کار کردن به عنوان گوینده و مجری برنامه‌ای درباره سفر در شبکه اخبار ادامه یافت. برنامه‌های او شامل برنامه صبحگاهی (LCI Matin),، اخبار ساعت ۶:۴۰ در شبکه اخبار (LCI) و تی‌اف۱ (TF1) از دوشنبه تا پنج‌شنبه بود. برنامه وویاژ (Voyages) نیز درباره مسافرت بود که در ساعت ۱۳:۵۵ روزهای چهارشنبه در LCI پخش می‌شد. در ماه می سال ۲۰۰۶، توریو با نپذیرفتن پیشنهاد گویندگی اخبار عصرهای تعطیلات آخر هفته در تی‌اف۱، آن‌هم به عنوان جانشین تابستانی گویندهٔ دائمی این شبکه، کلر شازل (به انگلیسی: Claire Chazal)، مدیر تی‌اف۱ را شگفت‌زده کرد.

## ام۶ و منطقه ممنوعه
در ژوئن ۲۰۰۶ یک شبکه تلویزیونی فرانسوی دیگر به نام متروپول ۶ (Métropole 6)، اعلام کرد که توریو از سپتامبر آن سال به عنوان سردبیر و گوینده برنامه "منطقه ممنوعه" (Zone Interdite)، که مجله‌ای هفتگی شامل گزارش‌های تحقیقاتی برجسته‌است، مشغول به کار خواهد شد.
هم‌چنین او در شبکه تلویزیونی پاریس پرمیر (Paris Première) برنامه‌های "یک روز، یک عکس" (Un jour, une Photo) و "دو سه روز با من" (Deux trois jours avec moi) را اجرا می‌کند. "یک روز، یک عکس" درباره عکس‌های تاریخی و مشهور داستان‌هایی را ترسیم می‌کند. "دو سه روز با من" برنامهٔ سفر هفتگی است که در آن مهمان مدعو خود را در طی یک سفر بهتر و بیشتر آشکار می‌سازد.
در سپتامبر ۲۰۰۶ توریو به عنوان کمک سردبیر و مجری مجلهٔ تلویزیونی متنفذ منطقه ممنوعه (Zone interdite) در شبکه‌ام۶ (M6) منصوب شد.

## فعالیت‌های خیریه
در مارس سال ۲۰۰۷، توریو به همراه پنج روزنامه‌نگار دیگر شامل کلر شازل، ماری دوکر، لورانس فراری، بئاتریس شونبرگ و تینا کیفر سازمان "رز" (“La Rose”) را پایه‌گذاری کردند که با یونیسف برای کمک به تحصیل دختران همکاری دارد.

## در فرهنگ عامه
پس از بارگذاری یک ویدیو در اینترنت، ملیسا توریو به یک پدیدهٔ اینترنتی تبدیل گردید. توریو از این موضوع متعجب شده و می‌گوید:" نمی‌توانم آن را توضیح دهم... من مطلقاً به دنبال تبلیغات نیستم."
در سال ۲۰۰۶ روزنامه دیلی اکسپرس، به توریو به عنوان زیباترین گزارش‌گر اخبار دنیا رای داد. هم‌چنین او به عنوان سکسی‌ترین گوینده اخبار، توسط خوانندگان ماکسیم در آمریکا انتخاب گردید. در ماه می سال ۲۰۰۷، مجله فرانسوی اف آش ام (FHM) او به عنوان زیباترین زن دنیا برگزید و پاریس مچ از او به عنوان بمب تلویزیونی یاد کرد
در سال ۲۰۰۶، "مجله وواسی" (Voici)، تصاویر نیمه برهنه او را در ساحل منتشر کرد. وکلای او ظاهراً در تلاش هستند که این تصاویر را از اینترنت بردارند
در سال ۲۰۱۰ سایت‌های کلاه‌برداری مزایدهٔ آن‌لاین عکسی از او را منتشر کردند تا درمان‌های ویژه‌ای را تبلیغ کنند که مهم‌ترین ِ آن‌ها رژیم‌های لاغریِ همه‌گیری بود که به یک حقهٔ قدیمی ِعجیب برای لاغری شکم معروف شده بود.. البته توریو ابتدا از استفادهٔ بی‌اجازه این سایت‌ها از عکسش آگاه نبود.

## زندگی شخصی
در ۲۹ مارس سال ۲۰۰۸، توریو با یک کمدین فرانسوی-مراکشی، به نام جمال دبوزی (به انگلیسی: Jamel Debbouze) نامزد شده و در ۷ ماه می ۲۰۰۸ با او ازدواج کرد. آن‌ها در سوم سپتامبر سال ۲۰۰۸ دارای پسری به نام لئون و در سال ۲۰۱۱ دارای دختری به نام لیلا شدند.
در سال ۲۰۱۲ در یک رای‌گیری توسط مجله "گالا" (Gala)، در بین محبوب‌ترین زوج‌های فرانسوی، توریو و دبوزی در بالای فهرست ده زوج محبوب، قرار گرفتند.